# Tetragnatha shanghaiensis
Tetragnatha shanghaiensis là một loài nhện trong họ Tetragnathidae.
Loài này thuộc chi Tetragnatha. Tetragnatha shanghaiensis được Embrik Strand miêu tả năm 1907.